# سكان دمشق

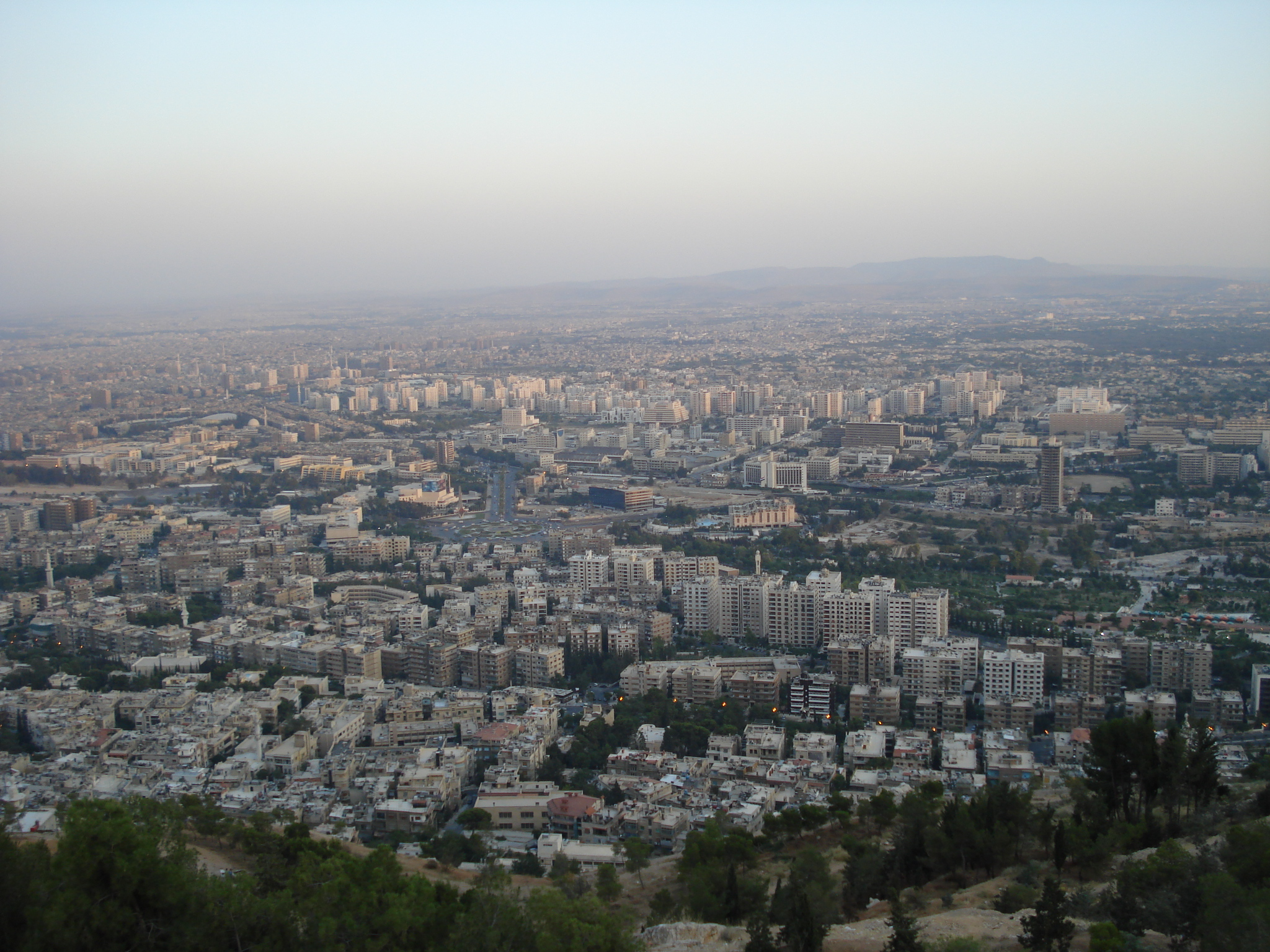
سفوح جبل قاسيون في دمشق، وهي مناطق يَكثر فيها تواجد الأكراد بالمدينة، خصوصاً في حي ركن الدين.

يَبلغ عدد سكان مدينة دمشق وريفها مُجتمعين وفقَ إحصاء عام 2010 حوالي 4.4 ملايين نسمة، مُوزعين كـ1,724 ألف نسمة في محافظة دمشق و2,701 ألف نسمة في محافظة ريف دمشق، و50% من هؤلاء ذكور في دمشق فيما أن نسبتهم تصل إلى حوالي 52% في ريفها، وبهذه الأرقام تأتي ريف دمشق في المرتبة الثانية من حيث عدد السكان على مُستوى سوريا بعد محافظة حلب، وأما دمشق ففي المرتبة الرابعة حيث احتلت محافظة حمص المرتبة الثالثة. وكان مجموع سكان المدينة وريفها قد بلغ حسبَ إحصاء 2004 حوالي 4 ملايين نسمة، منهم 1.5 مليون في المدينة و2.5 في الريف. وأما في إحصاء 2007 فكان مجموع عدد السكان في المُحافظتين 4.15 ملايين نسمة، حيث احتلَّت ريف دمشق المرتبة الثانية بعد حلب بـ2,487 ألف نسمة تليها دمشق في المرتبة الثالثة بـ1,669 ألف نسمة، وأما حمص فكانت لا تزال في المرتبة الرَّابعة آنذاك بفارق 22 ألف نسمة عن دمشق. وفيما يخصُّ المستقبل يُتوقع أن يَصل عدد سكان دمشق وحدها بحلول عام 2025 إلى أكثر من 5.6 ملايين نسمة، وأما ريفها فسيَبلغ عدد سكانه 4.6 ملايين نسمة، لكن 80% من الزحف العمراني سيكون باتجاه الريف، وستزداد نسبة الأحياء العشوائية في محيط المدينة.
ومن نواحٍ أخرى، ارتفعت نسبة العزوبية بين سكان دمشق خلال العُقود الأخيرة من 33% عام 1970 إلى حوالي 43% في عام 2000، ثم عادت إلى الانخفاض حتى 38.4 بحلول عام 2009، وأما نسبة مشاركة المرأة في القوة العاملة بالمدينة فقد ارتفعت من 10.7% عام 1970 إلى 19.8% عام 1985، ثم عادت إلى الانخفاض لـ15.8% عام 2010. وأما عن البطالة فلا زالت نسبتها ثابتة حولَ 8%.

## التركيب العرقي والطائفي
يَتألف التركيب العرقيُّ لسكان دمشق بشكل أساسي من العرب الذين يمثلون حوالي 95% من إجمالي السكان، إذ يَعود انتشار اللغة العربية في المدينة إلى أيام الفتح الإسلامي، ويَليهم الأكراد بنسبة 4%، وبالإضافة إلى هؤلاء تُوجد أقليَّات أخرى من الأرمن والآشوريين والتركمان والشركس والأذريين والبشناق والألبان وهم من وفدوا إليها خلال العهد العثماني، تمثل معاً الـ1% المتبقية. يَتركز الوُجود الكرديُّ في المدينة بحي ركن الدين، الذي كان يُسمَّى فيما مضى حي الأكراد، ثم تغيَّر اسمه لاحقاً إلى ركن الدين نسبة إلى «ركن الدين منكورس»، وهو حيٌّ دمشقي كبير يَقع في شمال المدينة على سُفوح جبل قاسيون. وأما الأرمن فإن دمشق تشكل واحدة من بؤر تواجدهم الرئيسيَّة في سوريا، حيث أنها تُعد ثالث أكبر مركز لهم في البلاد بعدَ حلب والقامشلي.
الغالبية العُظمى من السكان هي من المسلمين الذي يمثلون 93% من سكان المدينة، كما أن فيها أعداداً كبيرة من المسيحيِّين أغلبهم من الروم الأرثوذكس الإنطاكيين والروم الملكيين الكاثوليك، وأعداد ضئيلة من اليهود. تعتبر دمشق مقر ثلاث بطريركيات للروم الأرثوذكس الإنطاكيين والروم الكاثوليك وثالثة للسريان الأرثوذكس، كما تعتبر مقر أبرشية لأغلب الطوائف المسيحية السورية الأخرى. يتوزع الانتشار المسيحي بشكل خاص في باب توما وباب شرقي وحي القصّاع.
يَتوزع المسلمون في المدينة على طوائف عديدة، إذ يَقطن دمشق آلاف العلويين في عدَّة مناطق منها، حيث نزحَ العديد منهم إليها في أيام حُكم حافظ الأسد، وهُم يُقيمون في عدة مناطق من أبرزها «منطقة 86» الواقعة في حي المزة غرب دمشق، بالإضافة إلى «حي الورود» ومنطقة الهامة وأماكن أخرى. كما تُوجد في المدينة جاليات إيرانية وعراقية تعتنق المذهب الشيعي الاثني عشريّ، ويتألف جزءٌ كبير من الجالية العراقية من العراقيين الذين هربوا من نظام صدام حسين السَّابق فالغزو الأمريكيِّ للبلاد عام 2003، ويَقطن معظم هؤلاء اللاجئين منطقة السيدة زينب الواقعة جنوبَ المدينة، وأما الشيعة الإثني عشرية فيَتركز وُجودهم عُموماً في أحياء معيَّنة من دمشق أبرزها حي الأمين، الذي حظيَ باسمه نسبة إلى الإمام محسن الأمين العاملي، كما أن المدينة تحوي عدَّة مزارات شيعية بارزة، ويَقع فيها مقرُّ «المستشارية الثقافية الإيرانية» التي يُوجه البعض اتهامات إليها بالعمل على نشر التشيُّع في دمشق وسوريا عموماً.
التوزع الطائفي لسكان دمشق عام 1945، حسب الإحصاءات الرسمية
| الطائفة                  | النسبة% |
| ------------------------ | ------- |
| السنّة                    | 82.7    |
| المسيحيون                | 11.8    |
| دروز                     | 2.5     |
| يهود                     | 2.2     |
| شيعة، إسماعيليون، علويون | 0.8     |

## تاريخ النموّ السكاني
لا يُمكن الحصول على إحصائيات دقيقة للتعداد التاريخي لسكان دمشق، وعُموماً يُوجد الكثير من التضارب في الإحصائيات المسجَّلة، لكن عددهم قدِّرَ بحوالي 52,000 نسمة في القرن السادس عشر، وقدَّره آخرون في الفترة نفسها بـ58,000، ثم ارتفع إلى حوالي 80,000 نسمة في القرن السابع عشر، و90,000 نسمة في القرن الثامن عشر. وقد قالَ الرحالة الإنكليزي جيمس سلك بكنغهام عندما زارَ دمشق عام 1816 أن عدد سكانها كان حوالي 100,000 نسمة، وفي النصف الأول من القرن التاسع عشر كان يَتراوح بين 125,000 و130,000 نسمة. وفي عام 1878 قالَ الكاتب «نعمان أفندي القساطلي» أن عدد سكانها بلغ 142,757 نسمة، ومصدر هذا الإحصاء غير معروف على وجه التحديد، لكن يَبدو أنه كان نتيجة جهد شخصيّ، وجاءَ بعدها بستة أعوام في سنة 1884 ثاني إحصاء رسميٍّ (بعد الإحصاء الأول الذي اقتصرَ على أعداد الرجال الذين بلغوا سن الجندية) ليُعطي رقماً مقارباً بلغ حوالي 160,000 نسمة، لكن القساطلي اعتبرَ أن هناك مبالغة في ذلك الرقم. وتُفيد دائرة معارف «باديكر» (Baedeker) في عام 1913 أن عدد سكان المدينة وصلَ إلى نحو 300,000 نسمة. لكن في تناقض كبير معَ هذه الأرقام تقول دراسة أجريت على وثائق تاريخية عن دمشق إلى أن عدد سكانها لم يَكن يتجاوز 80,000 نسمة عام 1880، و220,000 نسمة عام في الأيام الأخيرة للاستعمار الفرنسي.
وقد تحسُّن الأمن والخدمات الصحية وتوفر الغذاء في فترة النصف الثاني من القرن التاسع عشر والنصف الأول من القرن العشرين إلى ازدياد مضطرب في نمو السكان بالنسبة إلى المعدًّلات التاريخية، حيث تضاعف بضعة مرَّات خلالها. واستمرَّ بعدها بالنمو بسُرعة كبيرة حتى بلغ حوالي مليون نسمة بحُلول عام 1976، ثم أخذ في ازدياده المضطرد وُصولاً إلى 4.4 ملايين نسمة عام 2010.
وفيما يَأتي ملخص لتقديرات عدد سكان دمشق على مرِّ القرون الخمسة الأخيرة:
| التاريخ                    | التقدير/الإحصاء     | المصدر                 |
| -------------------------- | ------------------- | ---------------------- |
| القرن السادس عشر           | 52,000              | [ 20 ]                 |
| القرن السادس عشر           | 58,000              | [ 21 ]                 |
| القرن السابع عشر           | 80,000              | [ 21 ]                 |
| القرن الثامن عشر           | 90,000              | [ 20 ]                 |
| 1816                       | حوالي 100,000       | جيمس بيكنغهام          |
| نصف القرن التاسع عشر الأوَّل | 125,000 إلى 130,000 | [ 22 ]                 |
| 1878                       | 142,757             | نعمان القساطلي         |
| 1880                       | 80,000              | دراسة وثائق تاريخيَّة    |
| 1884                       | حوالي 160,000       | إحصاء رسميّ             |
| 1913                       | حوالي 300,000       | باديكر                 |
| 1976                       | حوالي مليون         | مديرية الآثار          |
| 2004                       | 4 ملايين            | المكتب المركزي للإحصاء |
| 2007                       | 4.15 ملايين         | المكتب المركزي للإحصاء |
| 2010                       | 4.4 ملايين          | المكتب المركزي للإحصاء |